# Bolongsari
Bolongsari ist ein indonesisches Dorf in der Provinz Jawa Barat. In den 1940ern hieß der Ort Rawagede.

## Geschichte
Im Zuge des Indonesischen Unabhängigkeitskriegs verübten niederländische Soldaten am 9. Dezember 1947 das Massaker in Rawagede. Auf der Suche nach einem Aufständischen töteten sie fast alle männlichen Bewohner. Nach niederländischen Angaben starben 150 Menschen, nach indonesischen gab es bis zu 431 Tote.
Als Folge des Massakers unterstützte die niederländische Regierung das Dorf mit Entwicklungshilfe. Im September 2011 bekamen Angehörige der Opfer von einem Gericht in Den Haag etwa 20.000 Euro Schadensersatz zugesprochen. Außerdem verpflichtete es die niederländische Regierung zu einer offiziellen Entschuldigung, die der Botschafter Tjeerd de Zwaan am 9. Dezember 2011 auf dem Friedhof des Dorfes aussprach.